# 第22回ニューヨーク映画批評家協会賞
第22回ニューヨーク映画批評家協会賞は、1956年の優秀な映画に贈られた賞である。

## 受賞
- 作品賞：
  - 『八十日間世界一周』

- 主演男優賞：
  - カーク・ダグラス - 『炎の人ゴッホ』

- 主演女優賞：
  - イングリッド・バーグマン - 『追想』

- 監督賞：
  - ジョン・ヒューストン - 『白鯨』

- 脚本賞：
  - S・J・ペレルマン - 『八十日間世界一周』

- 外国語映画賞：
  - 『道』（ イタリア）